# Xot de Luzon de planura
El xot de Luzon de planura o xot de les Filipines (Otus megalotis) és un ocell rapinyaire nocturn de la família dels estrígids (Strigidae). Habita els boscos de les illes de Luzon, Catanduanes, Marinduque, Samar, Bohol, Dinagat, Basilan i Mindanao, a les Filipines. El seu estat de conservació es considera de risc mínim.

## Taxonomia
La població de Negros i Leyte era considerada coespecífica d'aquesta espècie, però ha estat separada en una espècie de ple dret, el xot de les Visayas, arran els treballs de Miranda et al (2011),